# Plexaurella grandiflora
Plexaurella grandiflora is een zachte koraalsoort uit de familie Plexauridae. De koraalsoort komt uit het geslacht Plexaurella. Plexaurella grandiflora werd in 1912 voor het eerst wetenschappelijk beschreven door Verrill. 